# Настольный теннис на летних Олимпийских играх 2024
Соревнования по настольному теннису на летних Олимпийских играх 2024 года прошли в столице Олимпийских игр Париже с 27 июля по 10 августа. 172 спортсмена разыграли пять комплектов медалей: по два комплекта у мужчин и женщин в одиночном и командном разрядах, а также в смешанном парном разряде.
Медали в смешанном парном разряде были разыграны во второй раз в истории Олимпийских игр. 
Ма Лун стал первым в истории настольного тенниса 6-кратным олимпийским чемпионом. Ни одному спортсмену из КНР ни в одном виде спорта не удалось выиграть 6 золотых медалей на Олимпийских играх.

## Медали

### Медалисты

#### Мужчины
| Дисциплина                     | Золото                                      | Серебро                                                       | Бронза                                                |
| Одиночный разряд см. подробнее | Фань Чжэньдун Китай                         | Трульс Мёрегорд Швеция                                        | Феликс Лебрен Франция                                 |
| Команды см. подробнее          | Китай · Фань Чжэньдун · Ма Лун · Ван Чуцинь | Швеция · Антон Чельберг · Кристиан Карлссон · Трульс Мёрегорд | Франция · Симон Гози · Алексис Лебрен · Феликс Лебрен |

#### Женщины
| Дисциплина                     | Золото                                    | Серебро                                          | Бронза                                               |
| Одиночный разряд см. подробнее | Чэнь Мэн Китай                            | Сунь Инша Китай                                  | Хина Хаята Япония                                    |
| Команды см. подробнее          | Китай · Чэнь Мэн · Сунь Инша · Ван Маньюй | Япония · Хина Хаята · Мива Харимото · Миу Хирано | Республика Корея · Син Ю Бин · Чон Джи Хи · Ли Ын Хэ |

#### Микст
| Дисциплина                   | Золото                         | Серебро                         | Бронза                                     |
| Смешанные пары см. подробнее | Китай · Ван Чуцинь · Сунь Инша | КНДР · Ри Чжон Сик · Ким Кум Ён | Республика Корея · Лим Чон Хун · Cин Ю Бин |

### Общий зачёт
(Жирным выделено самое большое количество медалей в своей категории; принимающая страна также выделена)
| Общее количество медалей |                  |        |         |        |       |
| Место                    | Страна           | Золото | Серебро | Бронза | Всего |
| 1                        | Китай            | 5      | 1       | 0      | 6     |
| 2                        | Швеция           | 0      | 2       | 0      | 2     |
| 5                        | Япония           | 0      | 1       | 1      | 2     |
| 4                        | КНДР             | 0      | 1       | 0      | 1     |
| 5                        | Франция          | 0      | 0       | 2      | 2     |
| 5                        | Республика Корея | 0      | 0       | 2      | 2     |
| Всего                    | Всего            | 5      | 5       | 5      | 15    |

## Расписание
| Дисциплина↓/Дата →       | Июль 27               | Июль 28               | Июль 29               | Июль 30               | Июль 31               | Авг 1    | Авг 2    | Авг 3  | Авг 4  | Авг 5  | Авг 6  | Авг 6    | Авг 7    | Авг 7    | Авг 8    | Авг 8    | Авг 9  | Авг 10 |
| ------------------------ | --------------------- | --------------------- | --------------------- | --------------------- | --------------------- | -------- | -------- | ------ | ------ | ------ | ------ | -------- | -------- | -------- | -------- | -------- | ------ | ------ |
| Мужской одиночный разряд | Предварительные круги | Предварительные круги | Предварительные круги | Предварительные круги | Предварительные круги | ¼ финала | ½ финала |        | Финалы |        |        |          |          |          |          |          |        |        |
| Мужской командный разряд |                       |                       |                       |                       |                       |          |          |        |        | 1 круг | 1 круг | ¼ финала | ¼ финала | ½ финала | ½ финала | ½ финала | Финалы |        |
| Женский одиночный разряд | Предварительные круги | Предварительные круги | Предварительные круги | Предварительные круги | Предварительные круги | ¼ финала | ½ финала | Финалы |        |        |        |          |          |          |          |          |        |        |
| Женский командный разряд |                       |                       |                       |                       |                       |          |          |        |        | 1 круг | 1 круг | ¼ финала | ¼ финала | ¼ финала | ½ финала | ½ финала |        | Финалы |
| Смешанные пары           | 1 круг                | ¼ финала              | ½ финала              | Финалы                |                       |          |          |        |        |        |        |          |          |          |          |          |        |        |

## Место проведения
- Временная спортивная площадка Paris Expo Porte de Versailles.